# MS Nawigator XXI

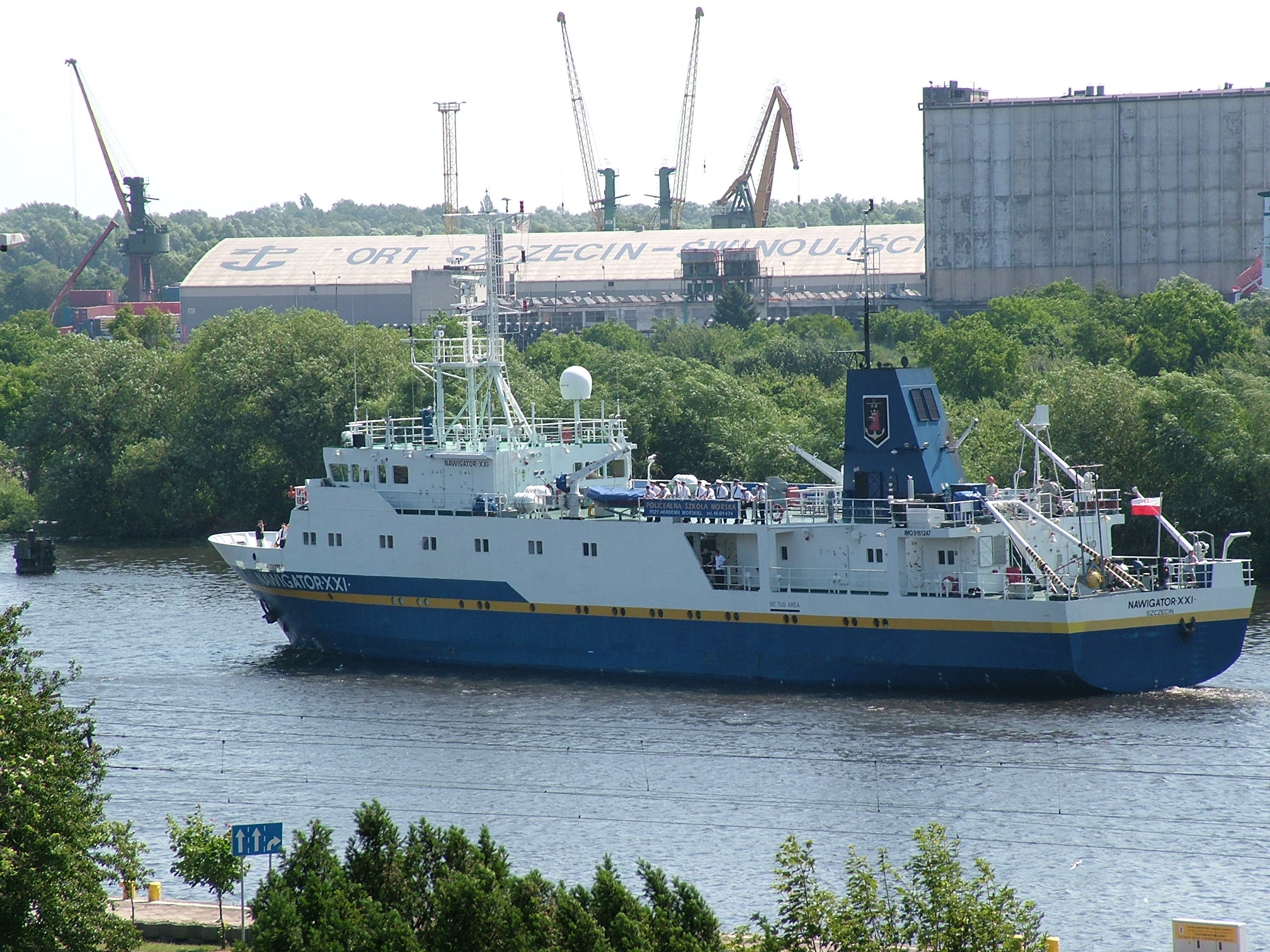
Nawigator XXI

Nawigator XXI to statek szkolno-badawczy użytkowany od 1997 przez Wyższą Szkołę Morską w Szczecinie, Akademię/Politechnikę Morską w Szczecinie. Statek ten został zbudowany w Gdańskiej Stoczni Remontowej ze składek wielu darczyńców. Został zwodowany 24 maja 1997 a ceremonii chrztu dokonała Jolanta Kwaśniewska. Uroczyste podniesienie bandery nastąpiło 30 stycznia 1998.

## Przeznaczenie statku
Statek przeznaczony jest do monitorowania stanu wód różnych akwenów, głównie Morza Bałtyckiego. Może on pobierać próbki wody z różnych głębokości, a także gruntu (zarówno powierzchni dna, jak i próbek wgłębnych), które mogą być obrabiane w pokładowym laboratorium i przekazywane natychmiast do odbiorców docelowych.
Statek może być także używany do szkolenia studentów w zakresie nawigacji, obsługi urządzeń pokładowych a także współpracy przy badaniach.

## Wyposażenie
- Radiostacja Sailor Compact 2000 do komunikacji w systemie GMDSS
- Odbiornik GPS Trimble NT-200
- Odbiornik DGPS Trimble NT-200D
- Zintegrowany system mostka Kelvin Hughes(inne języki) NINAS 9000
- Zintegrowany system zarządzania danymi TRAC-C (Kelvin Hughes)